# Ibacus ciliatus
Espèce
Statut de conservation UICN

 DD  (IUCN 3.1) : Données insuffisantes
Synonymes
Scyllarus ciliatus von Siebold, 1824
Ibacus ciliatus est une espèce de crustacés de la famille des Scyllaridae (cigales de mer) du nord-ouest de l'océan Pacifique.

## Description et cycle biologique
Ibacus ciliatus est une grande cigale de mer : sa carapace peut atteindre 8 cm et sa longueur totale 23 cm. Elle est généralement de couleur brun rougeâtre uniforme ; sa nageoire caudale (uropodes (en) et telson) peut être d'une teinte plus brune ou plus jaune. L'espèce est très similaire à Ibacus pubescens, et ne peut en être distinguée que par l'absence de pubescence (pilosité) sur la carapace, et par le nombre de dents qui bordent celle-ci : chez I. ciliatus il y en a généralement 11 (parfois 10 ou 12), tandis que chez I. pubescens il y en a généralement 12 (entre 11 et 14).
Les larves (en) d'I. ciliatus sont les larves phyllosomes typiques des langoustes (Palinuridae). Le premier phyllosome fait environ de large, avec des stades ultérieurs parfois appelés «phyllosomes géants», qui atteignent 37,5 mm.

## Distribution et écologie
Ibacus ciliatus est présent dans l'ouest de l'océan Pacifique, des Philippines à la péninsule coréenne et au sud du Japon (au sud de Niigata sur la côte ouest et dans la baie de Tokyo sur la côte est). C'est la seule espèce d’Ibacus inconnue sur la côte australienne. Ibacus ciliatus vit sur des substrats mous entre 49 et 314 m de profondeur, à des températures de 14 à 24 °C.

## Pêche et conservation
La plus ancienne mention d'une pêche d’I. ciliatus remonte à 1830, lorsque le botaniste Heinrich Bürger a noté que cette espèce était chaque jour en vente dans les marchés aux poissons autour de Nagasaki. Elle est maintenant récoltée dans toute son aire de répartition, bien qu'il existe peu de données sur les quantités capturées. Les statistiques halieutiques de la FAO rapportent des captures d'environ 1 600 tonnes pour la plupart des années depuis 2000, avec une augmentation à 9 114 tonnes pour 2010. Les connaissances sur cette espèce étant limitées, elle a été évaluée comme espèce à données insuffisantes sur la Liste rouge de l'UICN.

## Taxonomie
Ibacus ciliatus a été décrit pour la première fois en 1824 par Philipp Franz von Siebold dans De Historiae Naturalis in Japonia statu (Sur l'histoire naturelle de l'Etat du Japon), sous le nom de « Scyllarus ciliatus »,. Son holotype été déposé au musée d'histoire naturelle de Leyde, aux Pays-Bas. Il a été transféré au genre Ibacus (en) en 1841 par Wilhem de Haan. Une ancienne sous-espèce, I. ciliatus pubescens, a maintenant le rang d'espèce à part entière sous le nom d’Ibacus pubescens.
Le nom japonais officiel de l'espèce est ウチワエビ (utiwaebi) , ce qui signifie « homard éventail ». En Thaïlande, il est connu sous le nom de kung kradan deng, tandis qu'aux Philippines on utilise les noms pitik-pitik (en hiligaïnon et cebuano) et cupapa (en surigaonon). Le nom vernaculaire anglais préféré par la FAO est Japanese fan lobster.